# San Vicente Mártir
San Vicente Mártir és una església parroquial a Aruej, al municipi de Villanúa, comarca de la Jacetània, és el primer temple catòlic amb el qual es troben els pelegrins del Camí de Sant Jaume francès, via tolosana, una vegada travessats els Pirineus pel port de Somport. Com a edifici religiós concret no presenta cap catalogació, però està dins del conjunt urbà d'Aruej catalogat com bé d'interès cultural segons en virtut del qual es disposa en la disposició addicional segona de la Llei 3/1999, de 10 de març, del Patrimoni Cultural Aragonés; publicat al Boletín Oficial de Aragón del dia 22 de maig de 2006.
L'església, igual que la resta del Conjunt Urbà d'Aruej, se situa en una pradera, i en concret l'església es localitza en una zona plana protegida per altres edificis, d'entre els quals sobri surt la torre defensiva, actualment convertida en estable i que antany va ser habitatge i en el seu moment torre de defensa de la zona de pas cap a França i responsable que aquest Pas entre els Pirineus estigués practicable tot el temps possible.
Al llarg de la història ha sofert molts avatars com l'incendi que la va deixar parcialment destruïda al segle xviii, i ja en 1860 els pocs habitants que encara habitaven en Aruej, van passar a dependre de la parròquia de Villanúa, quedant l'església des de llavors, sense culte regular, però amb el títol de parròquia, amb rector titular, adscrita a l'arxiprestat de Jaca-Berdún, dins de la Diòcesi de Jaca a la qual pertany des de 1571.

## Arquitectura
L'església conserva la seva planta rectangular original, d'una sola nau, amb absis semicircular orientat a l'est, amb una finestra de mig punt al centre, la qual presenta dovelles i àmplia caiguda a l'interior.
Com a afegits posteriors a l'època de l'inici de construcció a mitjan segle xi, hi ha l'espadanya i el cementiri els quals es van adossar a mitjan segle xx.
El presbiteri està lleugerament elevat i és més estret que la resta de la nau. Originàriament la nau va haver de presentar coberta de fusta a dues aigües (la qual cosa concorda amb la forma característica de construcció romànica a la zona de la Jacetània). Per la seva banda el presbiteri es cobreix amb volta de canó, mentre que l'absis, per la seva forma semicircular, acaba cobrint-se amb volta de quart d'esfera, però al segle xvii, en concret en 1690 sofreix una intervenció que substitueix aquest tipus de coberta per una de fusta. La fàbrica és de carreu, molt poc decorat, podent-se ressaltar dos canecillos de la cornisa, un per la seva decoració amb motius zoomorfs, i un altre amb decoració de rotllos, la qual cosa suggereix el seu origen hispanomusulmà, donant-se aquest tipus de decoració en altres monuments de la zona, com per exemple la mateixa Catedral de Jaca. L'accés a l'església es realitza per la façana sud de l'edifici, on s'obre una portada (abocinada amb quatre arquivoltes de mig punt sustentades en sengles pilars rectangulars, i amb llinda monolítica sobre el qual hi ha un timpà sense decoració farcit de sillarejo) ressaltant respecte al mur i coronada per una coberta de petites dimensions que se sustenta en permòdols sense decoració.
Aquesta falta d'ús per al culte va fer que s'iniciés el seu procés de ruïna, ja que va deixar de realitzar-se manteniment a l'edifici, convertint-se fins i tot en refugi de pastors, la qual cosa va provocar encara més destrosses i ruïna al mateix. De fet l'any 2002 el temple presentava les cobertes esfondrades i el 2010 el seu estat ruïnós no havia millorat en absolut. És per això pel que el 2010 es va afegir a la Llista vermella de patrimoni en perill.